# 小玉有起
小玉 有起（こだま ゆうき、1983年7月21日 - ）は、日本の漫画家・イラストレーター。千葉県出身。男性。
2004年、アフタヌーン四季賞（冬）にて「ロックンロールホスピタル!」で佳作を受賞。2022年2月現在、『別冊少年マガジン』（講談社）にて『召喚する世界』を連載している。

## 来歴・人物
子どもの頃より絵を描くのが好きで最初は高校卒業後に3Dアニメーションの専門学校で学んでみたものの、進学して直ぐに3Dアニメの仕事は自身には向いていないと自覚すると同時にストーリーを考える事が楽しいのが分かって、専門学校卒業後に1人で制作可能な漫画家を本格的に目指し始める。偶然近所に住んでいた漫画家・コザキユースケの下で制作アシスタントの仕事を1年ほど経験し、投稿するうち、半年かけて描いた36ページの作品『ロックンロールホスピタル!』で2004年にアフタヌーン四季賞佳作を受賞した。

## 作品リスト

### 漫画
- ロックンロールホスピタル!（2004年、『月刊アフタヌーン』、講談社）
- 辻斬りまこちゃん-（『ヤングガンガン』2006年10号、スクウェア・エニックス）
- ミチバタメモリーズ-（作画担当、原作：町田一八、『ヤングガンガン』2007年11号、19号、スクウェア・エニックス）
- ダイサイズ-DIESIZE-（『ヤングガンガン』2008年2号 - 9号、スクウェア・エニックス）
- 電電伝（『ヤングジャンプ』2011年3号、集英社）
- アソビバ（『増刊ヤングガンガン』Vol.3 - Vol.9、スクウェア・エニックス、既刊1巻）
- ブラッドラッド（『ヤングエース』Vol.3 - 2016年10月号、角川書店、全17巻）
- ハマトラ（原作：北島行徳、『週刊ヤングジャンプ』2013年51号 - 2015年2号、集英社、全3巻）
- DEMON TUNE（『ジャンプスクエア』2018年2月号 - 2019年1月号 → 『少年ジャンプ+』2019年1月4日 - 2019年5月2日、集英社、全4巻）
- ID:INVADED イド:インヴェイデッド #BRAKE-BROKEN（原作：舞城王太郎・The Detectives United、『ヤングエース』 2019年11月号 - 2020年12月号、全3巻）
- 召喚する世界（『別冊少年マガジン』2022年3月号[1] - 2023年6月号、全3巻、全15話）
- エージェント木星（『モーニング・ツー』2025年2月20日[3] - 、既刊1巻）

### 挿絵・挿画
- 颯爽!デザートナイツ Replay:エムブリオマシンRPG（著：清松みゆき/グループSNE、監修：秋口ぎぐる、integral、ジャイブ）
- 最悪探偵（著者：望公太、NOVEL 0、KADOKAWA）
- PAY DAY（著者：達間涼、MF文庫J、メディアファクトリー）

### アニメ
- ハマトラ（キャラクター原案、2014年）
- ID:INVADED イド:インヴェイデッド（キャラクター原案、原画[4]、2020年）
- 錆喰いビスコ（レイアウト[5]、2022年）